# (353) Ruperto-Carola
(353) Ruperto-Carola ist ein Asteroid des mittleren Hauptgürtels, der am 16. Januar 1893 vom deutschen Astronomen Max Wolf an seiner Privatsternwarte in Heidelberg bei einer Helligkeit von 13 mag entdeckt wurde.
Der Asteroid ist benannt mit dem lateinischen Namen der Ruprecht-Karls-Universität Heidelberg, die 1386 von Kurfürst Ruprecht I. (1309–1390) gegründet wurde. Der Entdecker erklärte im Jahr 1900: „Der Planet (353) [1893 F] hat durch die Versammlung der A. G. in Heidelberg den Namen »Ruperto-Carola«… erhalten.“

## Wissenschaftliche Auswertung
Eine Auswertung von Beobachtungen durch das Projekt NEOWISE im nahen Infrarot führte 2012 zu vorläufigen Werten für den Durchmesser und die Albedo im sichtbaren Bereich von 14,0 km bzw. 0,39.
Photometrische Messungen des Asteroiden fanden erstmals statt vom 8. bis 21. Februar 2006 am Palmer Divide Observatory in Colorado. Aus der aufgezeichneten Lichtkurve wurde eine Rotationsperiode von 2,73898 h bestimmt, es handelt sich bei (353) Ruperto-Carola demnach um einen schnellen Rotator.
Eine Auswertung von archivierten Lichtkurven des United States Naval Observatory in Arizona und der Catalina Sky Survey führte in einer Untersuchung von 2016 erstmals zur Erstellung eines dreidimensionalen Gestaltmodells des Asteroiden für zwei alternative Positionen der Rotationsachse mit retrograder Rotation und einer Periode von 2,738963 h. Aus aufgezeichneten Daten des Lowell-Observatoriums in Arizona wurde dann in einer weiteren Untersuchung von 2016 erneut ein dreidimensionales Modell des Asteroiden, allerdings mit geänderten Positionen der Rotationsachse mit retrograder Rotation, und eine Periode von 2,738962 h berechnet.
Mit dem Weltraumteleskop Transiting Exoplanet Survey Satellite (TESS) konnten während dessen Durchmusterung des Südhimmels 2018 bis 2019 auch Objekte des Sonnensystems beobachtet werden. Dabei wurden auch die Lichtkurven von fast 10.000 Asteroiden aufgezeichnet. Für (353) Ruperto-Carola wurde aus Messungen etwa vom 23. August bis zum 20. September 2018 eine Rotationsperiode von 2,73912 h erhalten. Im Jahr 2021 wurde aus archivierten Daten und photometrischen Messungen von Gaia DR2 erneut eine Rotationsachse mit retrograder Rotation berechnet. Die Rotationsperiode wurde dabei zu 2,73897 h bestimmt.
Neue photometrische Beobachtungen gab es wieder vom 23. November bis 23. Dezember 2023 von mehreren Beobachtern der Asociación Valenciana de Astronomía (AVA) in Spanien (abgeleitete Rotationsperiode 2,73888 h) und vom 5. bis 12. Januar 2024 durch eine Zusammenarbeit verschiedener Beobachter und Observatorien ebenfalls in Spanien (abgeleitete Periode 2,738 h).